# Amir Coffey
Amir Coffey (Hopkins, 17 giugno 1997) è un cestista statunitense.

## Biografia
È il figlio di Richard Coffey e il fratello di Nia, a loro volta cestisti.

## Statistiche

### NCAA
| Anno      | Squadra           | PG | PT | MP   | TC%  | 3P%  | TL%  | RP  | AP  | PRP | SP  | PP   |
| --------- | ----------------- | -- | -- | ---- | ---- | ---- | ---- | --- | --- | --- | --- | ---- |
| 2016-2017 | Minnesota Gophers | 33 | 33 | 33,2 | 44,9 | 33,7 | 75,3 | 3,8 | 3,1 | 1,1 | 0,2 | 12,2 |
| 2017-2018 | Minnesota Gophers | 18 | 18 | 31,6 | 47,5 | 36,8 | 68,7 | 4,1 | 3,3 | 0,7 | 0,3 | 14,0 |
| 2018-2019 | Minnesota Gophers | 36 | 35 | 35,2 | 43,6 | 30,4 | 74,0 | 3,6 | 3,2 | 0,9 | 0,2 | 16,6 |
| Carriera  | Carriera          | 87 | 86 | 33,7 | 44,8 | 32,8 | 73,4 | 3,8 | 3,2 | 0,9 | 0,2 | 14,4 |

#### Massimi in carriera
- Massimo di punti: 32 (2 volte)[3]
- Massimo di rimbalzi: 12 vs Northwestern (28 febbraio 2019)
- Massimo di assist: 9 vs Maryland-College Park (28 gennaio 2017)
- Massimo di palle rubate: 3 (4 volte)
- Massimo di stoppate: 1 (18 volte)
- Massimo di minuti giocati: 45 (2 volte)

### NBA

#### Regular Season
| Anno      | Squadra       | PG  | PT | MP   | TC%  | 3P%  | TL%  | RP  | AP  | PRP | SP  | PP  |
| --------- | ------------- | --- | -- | ---- | ---- | ---- | ---- | --- | --- | --- | --- | --- |
| 2019-2020 | L.A. Clippers | 18  | 1  | 8,8  | 42,6 | 31,6 | 54,5 | 0,9 | 0,8 | 0,3 | 0,1 | 3,2 |
| 2020-2021 | L.A. Clippers | 44  | 1  | 9,0  | 43,7 | 41,1 | 71,1 | 1,0 | 0,5 | 0,2 | 0,0 | 3,2 |
| 2021-2022 | L.A. Clippers | 69  | 30 | 22,7 | 45,3 | 37,8 | 86,3 | 2,9 | 1,8 | 0,6 | 0,2 | 9,0 |
| 2022-2023 | L.A. Clippers | 50  | 9  | 12,5 | 38,3 | 27,5 | 77,8 | 1,1 | 1,1 | 0,1 | 0,1 | 3,4 |
| 2023-2024 | L.A. Clippers | 70  | 13 | 20,9 | 47,2 | 38,0 | 85,9 | 2,1 | 1,1 | 0,6 | 0,2 | 6,6 |
| 2024-2025 | L.A. Clippers | 72  | 13 | 24,3 | 47,1 | 40,9 | 89,1 | 2,2 | 1,1 | 0,6 | 0,1 | 9,7 |
| Carriera  | Carriera      | 323 | 67 | 18,4 | 45,5 | 38,4 | 83,7 | 1,9 | 1,1 | 0,4 | 0,1 | 6,7 |

#### Play-off
| Anno     | Squadra       | PG | PT | MP   | TC%  | 3P%  | TL%  | RP  | AP  | PRP | SP  | PP  |
| -------- | ------------- | -- | -- | ---- | ---- | ---- | ---- | --- | --- | --- | --- | --- |
| 2020     | L.A. Clippers | 3  | 0  | 2,3  | 0,0  | 0,0  | 100  | 0,0 | 1,3 | 0,3 | 0,0 | 0,7 |
| 2021     | L.A. Clippers | 10 | 0  | 1,6  | 75,0 | 100  | 0,0  | 0,2 | 0,1 | 0,1 | 0,0 | 0,7 |
| 2023     | L.A. Clippers | 1  | 0  | 1,0  | -    | -    | -    | 0,0 | 0,0 | 0,0 | 0,0 | 0,0 |
| 2024     | L.A. Clippers | 6  | 3  | 18,7 | 31,8 | 27,3 | -    | 1,7 | 0,3 | 0,3 | 0,2 | 2,8 |
| Carriera | Carriera      | 20 | 3  | 6,8  | 34,5 | 30,8 | 66,7 | 0,6 | 0,4 | 0,2 | 0,1 | 1,3 |

#### Massimi in carriera
- Massimo di punti: 35 vs Oklahoma City Thunder (10 aprile 2022)[4]
- Massimo di rimbalzi: 13 vs Oklahoma City Thunder (10 aprile 2022)
- Massimo di assist: 7 (4 volte)
- Massimo di palle rubate: 4 (3 volte)
- Massimo di stoppate: 2 vs Brooklyn Nets (27 dicembre 2021)
- Massimo di minuti giocati: 50 vs Oklahoma City Thunder (14 agosto 2020)

### G League
| Anno      | Squadra       | PG | PT | MP   | TC%  | 3P%  | TL%  | RP  | AP  | PRP | SP  | PP   |
| --------- | ------------- | -- | -- | ---- | ---- | ---- | ---- | --- | --- | --- | --- | ---- |
| 2019-2020 | A.C. Clippers | 16 | 10 | 27,3 | 48,3 | 40,0 | 71,9 | 2,7 | 2,7 | 1,0 | 0,3 | 15,7 |
| 2020-2021 | A.C. Clippers | 7  | 7  | 32,1 | 39,5 | 29,9 | 76,5 | 4,1 | 4,4 | 0,9 | 0,3 | 18,4 |
| 2021-2022 | A.C. Clippers | 5  | 5  | 32,9 | 42,0 | 32,0 | 90,0 | 5,6 | 2,8 | 1,0 | 0,4 | 19,6 |
| Carriera  | Carriera      | 28 | 22 | 29,5 | 44,2 | 34,4 | 76,3 | 3,5 | 3,0 | 0,9 | 0,3 | 16,5 |